# Greven
Greven es un municipio situado en el distrito de Ludwigslust-Parchim, en el estado federado de Mecklemburgo-Pomerania Occidental (Alemania), a una altitud de 30 metros. Su población a finales de 2016 era de 729 habs. y su densidad poblacional, 18 hab/km².
Se encuentra ubicado algunos kilómetros al norte del río Elba, y junto a la frontera del estado de Schleswig-Holstein.